# Associação Sportiva Sociedade Unida
La Associação Sportiva Sociedade Unida, conocida también como ASSU, es un equipo de fútbol de Brasil que juega en el Campeonato Potiguar de Segunda División, en el estado de Río Grande del Norte.

## Historia
Fue fundado el 10 de enero de 2002 en el municipio de Assu del estado de Río Grande del Norte por un grupo de disidentes del Clube Atlético Piranhas, y desde su fundación se integró a los torneos estatales.
En la temporada 2005 termina en tercer lugar del Campeonato Potiguar, con lo que obtuvieron el derecho de participar en ese año en el Campeonato Brasileño de Serie C, pero desistieron de hacerlo. Fue hasta 2009 que el club comenzó a ver trofeos en su vitrina luego de obtener el título del Campeonato Potiguar y la Copa RN en 2009, logrando con ello la clasificación para la Copa de Brasil de 2010, su primera participación en un torneo a escala nacional, donde es eliminado en la primera ronda 0-3 por el Atlético Goianiense del estado de Goiás.
En el Campeonato Potiguar de 2014 descendió tras perder en tanda de penales ante Palmeira en el partido de vuelta de los duelos definición por el descenso, aunque el año siguiente logra ser campeón de la segunda división estatal, regresando así a la primera división estatal para 2016.
En 2017 terminó en cuarta posición del Campeonato Potiguar, logrando clasificar al Campeonato Brasileño de Serie D por primera vez en su historia, debido al ascenso de Globo FC a la Serie C, que le cedió su cupo para el torneo. En su debut en la Serie D de 2018 fue ubicado en el grupo 5, donde sería eliminado al terminar en último lugar, donde apenas hizo 4 puntos en 6 partidos, finalizando en el lugar 55 entre 68 equipos.
En el Campeonato Potiguar de 2022 perdió la categoría estatal por segunda vez en su historia, esto tras perder en la penúltima fecha ante Globo por 1-0 de local. Durante el transcurso del torneo se vio perjudicado con la pérdida de 3 puntos tras alinear a un jugador que se encontraba suspendido, aunque esto, a posteriori, no afectó en nada a su posible salvación.

## Palmarés
- Campeonato Potiguar: 1

2009
- Copa RN: 1

2009
- Campeonato Potiguar de Segunda División : 1

2015

## Uniformes
| Local 2018  | Visita 2018 | Local 2017  | Visita 2017 | Local 2016  |
| Visita 2016 | Local 2014  | Visita 2014 | Local 2013  | Visita 2013 |
| Local 2012  | Visita 2012 |             |             |             |

## Entrenadores

### Entrenadores destacados
- Ademilson Almeida (2012-18)[9]